# Getto w Ołyce
Getto w Ołyce – getto dla ludności żydowskiej zorganizowane przez okupacyjne władze hitlerowskie w czasach II wojny światowej w mieście Ołyka. 
W połowie 1941 roku w Ołyce mieszkało około 2,5 tys. Żydów. Od początku okupacji niemieckiej w 1941 roku zostali oni poddani różnym represjom – nakazano im nosić opaski Gwiazdą Dawida, zdać posiadane złoto i kosztowności, zmuszano do nieodpłatnego wykonywania ciężkich prac. Nie mogli opuszczać granic miasta, byli bici i okradani przez policjantów ukraińskich z miejscowego posterunku. 
3 lipca 1941 r. miejscowi Ukraińcy dokonali pogromu zabijając 11 Żydów. 5 sierpnia 1941 r. prawdopodobnie SD z Łucka przy pomocy ukraińskiej policji rozstrzelało 682 żydowskich mężczyzn na miejscowym cmentarzu.
Getto w Ołyce utworzono 13 marca 1942 r. Oprócz miejscowych, osiedlono w nim Żydów z okolicznych wsi. Porządku w getcie pilnowała żydowska policja. Mieszkańców getta okupant wykorzystywał przy licznych pracach.
W końcu lipca 1942 SD z Łucka wraz z ukraińską i niemiecką policją zlikwidowało getto. W nocy z 25 na 26 lipca 1942 r. getto zostało otoczone przez ukraińską policję. Rano wszystkich Żydów pognano w kierunku zamku Radziwiłłów; ukraińscy policjanci zabili wówczas kilka osób. Następnie wśród zebranych na zamku dokonano selekcji – kobiety i dzieci zamknięto w dużym garażu, mężczyzn zaś w drewnianych barakach.  Niektóre osoby w garażu zmarły z powodu upału i braku powietrza przy zamkniętych oknach. 
27 lipca 1942 r. rozstrzeliwano Żydów na terenie dawnej strzelnicy w pobliżu wsi Czemeryn. Ukraińscy policjanci przypędzali 50-osobowe grupy ludzi. Żydowscy policjanci zmuszali ich do rozebrania się i położenia w rowie strzelniczym twarzą do ziemi. Następnie niemieccy i ukraińscy policjanci zabijali ofiary strzałem w tył głowy. Zabitych zasypywała warstwą ziemi grupa ukraińskich chłopów, po czym przypędzano następne ofiary. Na koniec akcji kazano rozebrać się żydowskim policjantom, którzy jednak sprzeciwili się temu. Wówczas zostali oni pobici, siłą rozebrani i zastrzeleni przez ukraińskich policjantów. 
Przy likwidacji getta oszczędzono ok. 130-osobową grupę Żydów – specjalistów wykonujących cenione zawody; uratowała się także niewielka liczba osób ukrywających się w getcie, bądź tych, które zdołały zbiec. Specjaliści zostali rozstrzelani w pierwszej połowie 1943 roku.
W miejscach egzekucji postawiono 3 pomniki (w latach 1967, 1990 i 2005).